# Glostrup Provsti
Glostrup Provsti er et provsti i Helsingør Stift.
Glostrup Provsti består af ni sogne med 11 kirker, fordelt på ni pastorater. Seks af kirkerne er små middelalderkirker, men siden 1966 er der kommet fem nye kirker til. Ud over de 11 sognekirker er der kirker ved de to fængsler i provstiet: Anstalten ved Herstedvester og Vridsløselille Statsfængsel.
Sognene i Glostrup Provsti hørte oprindelig under Smørum Herred Provsti. Efter oprettelsen af Helsingør Stift i 1961 blev Glostrup-Høje Taastrup Provsti udskilt fra Smørum Herred Provsti. Den voldsomme befolkningstilvækst på Vestegnen gjorde det nødvendigt med endnu en opsplitning, og i 1976 blev Glostrup Provsti et selvstændigt provsti.

## Pastorater
| Pastorater i Glostrup Provsti | Pastorater i Glostrup Provsti | Pastorater i Glostrup Provsti |
| ----------------------------- | ----------------------------- | ----------------------------- |
| Brøndby Strand Pastorat       | Brøndbyøster Pastorat         | Brøndbyvester Pastorat        |
| Glostrup Pastorat             | Herstedøster Pastorat         | Herstedvester Pastorat        |
| Nygårds Pastorat              | Opstandelseskirkens Pastorat  | Vallensbæk Pastorat           |

## Sogne
| Sogne i Glostrup Provsti | Sogne i Glostrup Provsti | Sogne i Glostrup Provsti |
| ------------------------ | ------------------------ | ------------------------ |
| Brøndby Strand Sogn      | Brøndbyvester Sogn       | Brøndbyøster Sogn        |
| Glostrup Sogn            | Herstedvester Sogn       | Herstedøster Sogn        |
| Nygårds Sogn             | Opstandelseskirkens Sogn | Vallensbæk Sogn          |